# Jürgen Henze (Politiker)
Jürgen Henze (* 15. November 1937 in Berlin) ist ein deutscher Politiker (SPD).

## Leben und Beruf
Henze, der evangelischen Glaubens ist, arbeitete nach einem Pädagogikstudium als Fachschulleiter der Elisabeth-Stiftung in Birkenfeld. Er ist seit 1988 Ehrenvorsitzender des örtlichen Sportvereins VfR Baumholder, dessen Erster Vorsitzender er zuvor 13 Jahre lang war.
Politik

Der SPD trat Henze 1965 bei. Bereits vier Jahre später wurde er Kreisvorsitzender der Sozialdemokraten im Landkreis Birkenfeld. Dem Rheinland-Pfälzischen Landtag gehörte er von 1971 bis 1991 an. Von 1984 bis 1994 war er Stadtbürgermeister von Baumholder, anschließend stand er acht Jahre der dortigen SPD-Stadtratsfraktion vor. Im April 2009 wurde er zum Ehrenvorsitzenden der SPD Baumholder gewählt.

## Ehrung
Das Land Rheinland-Pfalz ehrte ihn 1992 mit der Verleihung der Freiherr-vom-Stein-Plakette.